# Нове Ліпіни
Нове Ліпіни (пол. Nowe Lipiny) — село в Польщі, у гміні Воломін Воломінського повіту Мазовецького воєводства.
Населення — 1413 осіб (2011).
У 1975-1998 роках село належало до Варшавського воєводства.

## Демографія
Демографічна структура станом на 31 березня 2011 року:
|          | Загалом | Допрацездатний вік | Працездатний вік | Постпрацездатний вік |
| -------- | ------- | ------------------ | ---------------- | -------------------- |
| Чоловіки | 683     | 157                | 470              | 56                   |
| Жінки    | 730     | 155                | 437              | 138                  |
| Разом    | 1413    | 312                | 907              | 194                  |